# Regen (rivier)
De Regen (Tsjechisch: Řezná) is een linkerzijrivier van de Donau, in Beieren, Duitsland. Inclusief de Grote Regen en de Zwarte Regen is de Regen 169 km lang.
De eigenlijke Regen ontstaat bij Bad Kötzing uit de Witte Regen (Weißer Regen, van rechts) en de Zwarte Regen (Schwarzer Regen, van links). De Zwarte Regen is de langste van beide en ontstaat bij Zwiesel op zijn beurt eveneens uit de vereniging van twee bronrivieren: de Grote Regen (Großer Regen) en de Kleine Regen (Kleiner Regen). De bron van de Grote Regen ligt in het Bohemer Woud in Tsjechië bij Železná Ruda. Een paar kilometer verder steekt hij bij Bayerisch Eisenstein de grens over. De overige bronrivieren ontspringen alle op Duits grondgebied.
De Regenvallei loopt door het Bohemer Woud respectievelijk het Beierse Woud. Talrijke nederzettingen liggen langs zijn loop, onder meer Cham en Regensburg, waar hij in de Donau uitmondt. Het stroomgebied is 2953 km² groot.
- Gemeinsame Normdatei: 4048973-5
- Library of Congress Control Number: sh98005048
- Nationale Bibliotheek van Israël: 987007537239005171
- Virtual International Authority File: 240794034